# Oxycera terminata
Oxycera terminata är en tvåvingeart som beskrevs av Johann Wilhelm Meigen 1822. Oxycera terminata ingår i släktet Oxycera och familjen vapenflugor. Arten har ej påträffats i Sverige. Inga underarter finns listade i Catalogue of Life.